# Pine Manor
Pine Manor es un lugar designado por el censo ubicado en el condado de Lee en el estado estadounidense de Florida. En el Censo de 2010 tenía una población de 3.428 habitantes y una densidad poblacional de 2.994,48 personas por km².

## Geografía
Pine Manor se encuentra ubicado en las coordenadas 26°34′18″N 81°52′40″O / 26.57167, -81.87778. Según la Oficina del Censo de los Estados Unidos, Pine Manor tiene una superficie total de 1.14 km², de la cual 1.13 km² corresponden a tierra firme y (0.9%) 0.01 km² es agua.

## Demografía
Según el censo de 2010, había 3.428 personas residiendo en Pine Manor. La densidad de población era de 2.994,48 hab./km². De los 3.428 habitantes, Pine Manor estaba compuesto por el 56.83% blancos, el 16.69% eran afroamericanos, el 0.76% eran amerindios, el 0.85% eran asiáticos, el 0.09% eran isleños del Pacífico, el 21.21% eran de otras razas y el 3.59% pertenecían a dos o más razas. Del total de la población el 60.18% eran hispanos o latinos de cualquier raza.